# La oración del torero
La oración del torero, opus 34 (en français La Prière du torero), est un quatuor de Joaquin Turina originellement écrit pour quatre luths en 1926. En 1927, Turina en réalisa une adaptation pour orchestre à cordes. Le compositeur s'inspire de la vision d'un torero qui prie dans la chapelle à côté de l'arène.

## Structure
1. Introduction brève
2. Pasodoble
3. Andante
4. Lento
5. Pasodoble (reprise)

Durée d'exécution : environ huit minutes

## Source
- François-René Tranchefort, Guide de la musique de chambre  coll. "Les indispensables de la musique" éd. Fayard p. 905, 1989  (ISBN 2-213-02403-0).